# Edward Delaney

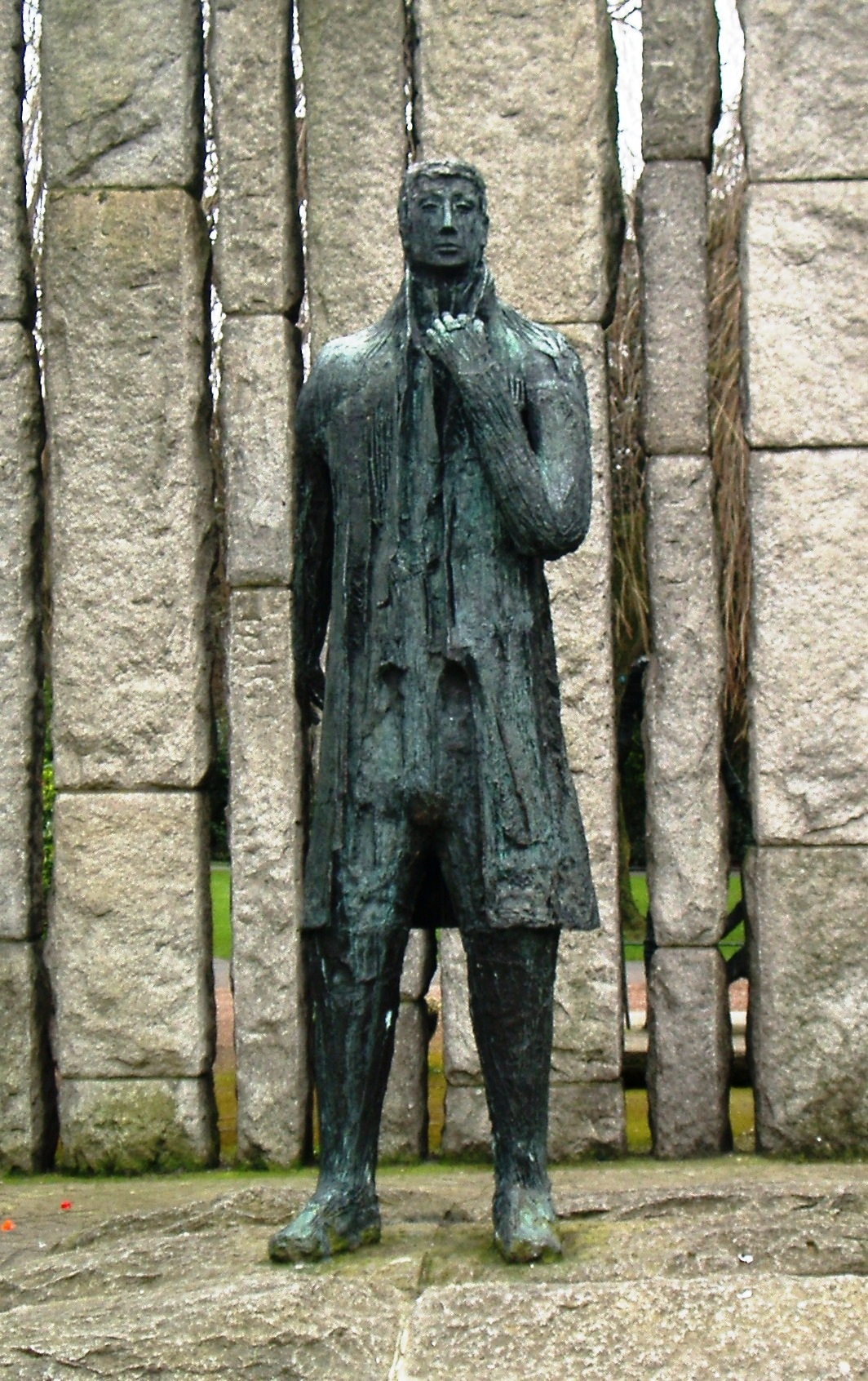
Wolfe Tone

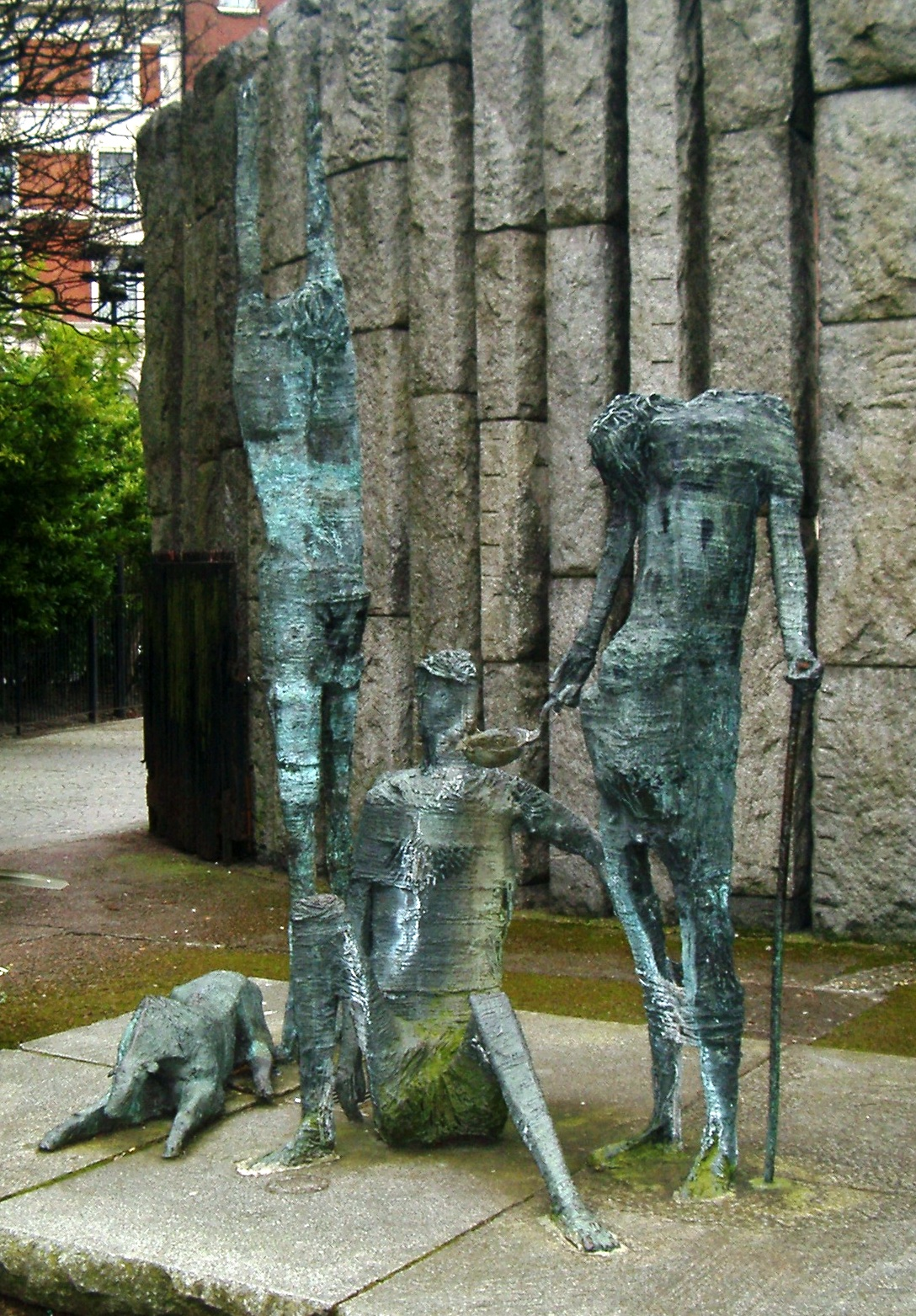
The famine memorial behind Wolfe Tone

Edward Delaney (Claremorris, Condado de Mayo, 1930–2009) foi um escultor irlandês. As mais conhecidas obras suas incluem a estátua de Wolfe Tone (1967) e o memorial da grande fome de 1845-1849 na Irlanda em St Stephen's Green, Dublin, além da estátua de Thomas Davis em College Green, junto do Trinity College Dublin. Estes são exemplos do método de escultura de cera perdida, técnica que desenvolveu nas décadas de 1960 e 1970.